# Saules akmens
Il Saules akmens (in italiano Pietra del Sole) è un grattacielo che ospita il quartier generale lettone di Swedbank. L'edificio è situato sulla riva sinistra del fiume Düna, di fronte alla storica città di Riga.

## Descrizione
I lavori per la costruzione iniziarono il 14 febbraio 2003. È stato completato il 17 novembre 2004. Il costo di costruzione è stato di circa 20 milioni di dollari. Il palazzo copre un'area di 29 908 m² e, con un'altezza totale di 122 metri, è il terzo edificio più alto della capitale lettone, dopo la Torre della televisione di Riga e le Z-Towers.